# Torneig
|  | Aquest article tracta sobre l'esdeveniment de lluita. Si cerqueu l'esdeveniment esportiu, vegeu «competició esportiva». |

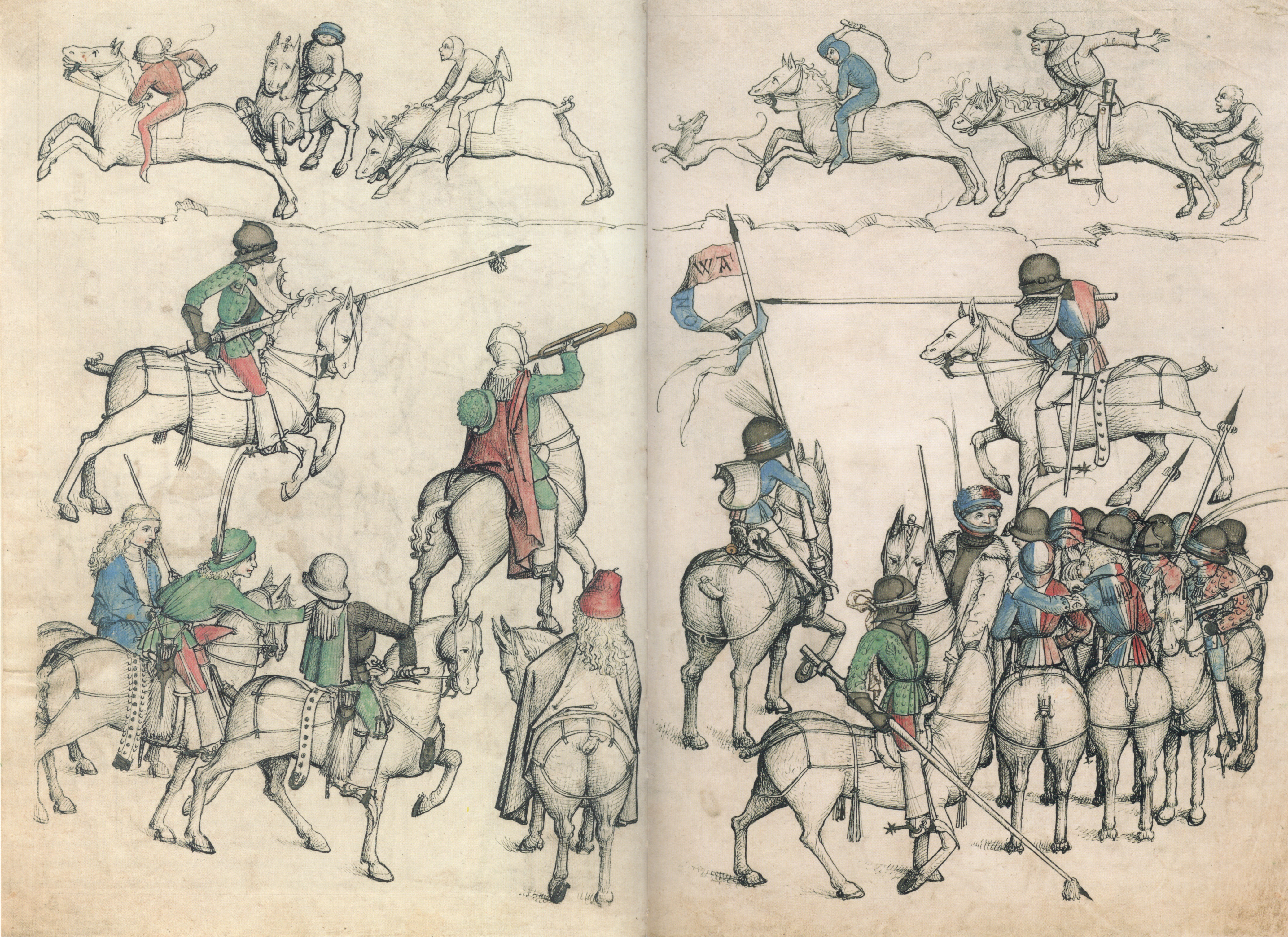
Torneig germànic ca. 1480

Un torneig és una competició cavalleresca basada en baralles “simulades” de l'edat mitjana i el Renaixement (segles XII al XVI). De les diverses definicions medievals de torneig donades per Du Cange (Glossarium, s.v. "Tourneamentum"), destaca la de Roger de Hoveden, qui va descriure els tornejos com a "exercicis militars duts a terme, no en l'esperit del cavaller de l'hostilitat (nullo interveniente odio), sinó únicament per a la pràctica i l'exhibició de la destresa (pro solo exercitio, atque ostentatione virium)".

## Orígens

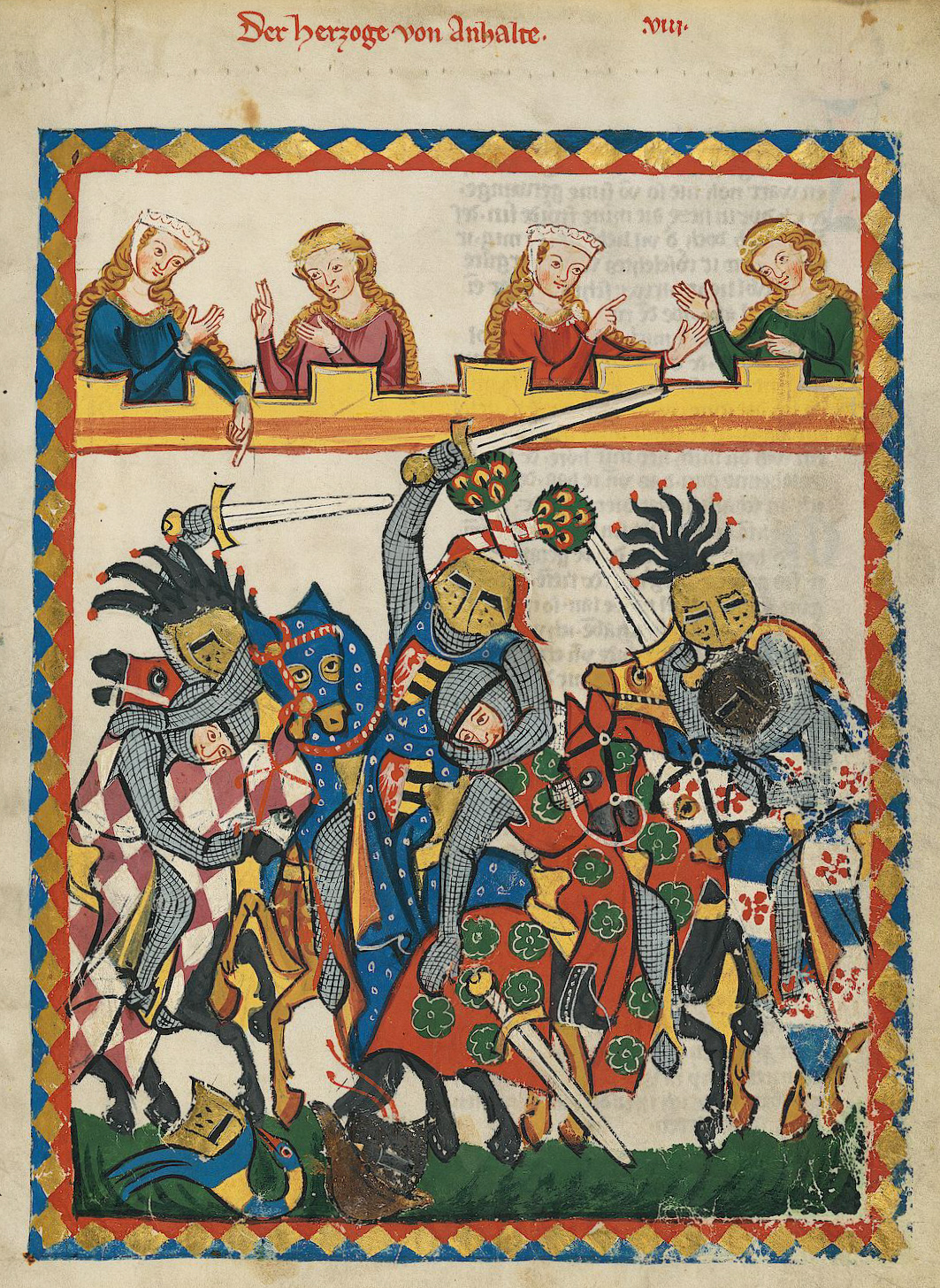
Representació d'un torneig al Còdex Manesse, representant una melé

Hi ha constància de jocs de guerra eqüestres des d'abans de l'època romana: Per exemple, a l'Europa celta eren populars les curses de carros. Esdeveniments semblants al torneig medieval eren practicats per la cavalleria romana, des de ben aviat una part essencial de les legions: Dos equips s'alternaven perseguint i fugint l'una de l'altra, llançant javelines durant l'atac i cobrint-se amb els seus escuts en la retirada. Aquests jocs, coneguts com a Hippica Gymnasia són coneguts per una àmplia evidència arqueològica i literària que ha estat mostra molt elaborades i tenien la intenció d'impressionar al seu públic. Vestien una armadura especial, incloent cascs que cobrien completament la cara contra les lesions accidentals, a diferència dels cascos de guerra que deixaven la cara oberta sense obstaculitzar la visió i l'oïda. Durant l'alta edat mitjana aquest tipus de jocs de cavalleria tenien un paper central en la formació militar.
El torneig pròpiament dit, apareix a Europa al segle xii. Un cronista de Tours al segle xii registra la mort, el 1066, d'un baró angeví anomenat Geoffroi de Preulli, qui suposadament "ideà" o "inventà" (Invenit) el torneig. El primer ús conegut de la paraula "torneig" prové de la legislació de pau del comte Balduí III d'Hainaut per a la ciutat de Valenciennes, que data de 1114. Fa referència als guardians de la pau a la ciutat deixant-la "amb la finalitat de freqüentar esports de javelina, tornejos i altres coses semblants". Hériman de Tournai a principis de la dècada de 1140, fa referència a la mort accidental del comte Enric III de Lovaina a Tournai en 1095 en una reunió entre els seus cavallers i els del castellà de Tournai. És evident un patró de reunions regulars de tornejos al nord de França en les fonts de la vida de Carles el Bo, comte de Flandes (1119-1127). Les fonts de la dècada de 1160 i 1170 representen l'esdeveniment en la forma desenvolupada que es mantingué fins al segle xiv.

## Forma del torneig
Els tornejos centrats en el cos a cos, una lluita general en què els cavallers es dividien en dos bàndols i s'unien en una càrrega (en francès "estor"). La justa, un combat singular entre dos cavallers a cavall, era un component del torneig, però mai no va ser la seva característica principal.
La forma estàndard d'un torneig és evident en les fonts i en la dècada de 1160 i 1170, en particular la vida de William Marshal i els romanços de Chrétien de Troyes. Els tornejos es podien realitzar durant tot l'any a excepció de la temporada penitencial de la quaresma (els quaranta dies anteriors a la Pasqua de Resurrecció). El costum general era fer-les els dilluns i dimarts, tot i que es podia arribar a fer qualsevol dia excepte divendres i diumenge. El lloc del torneig es va anunciar habitualment un parell de setmanes abans que s'havia de celebrar. Els camps de tornejos més famosos van ser al nord-est de França (per exemple, entre Ressons-sur-Matz i Gournay-sur-Aronde prop de Compiègne, en ús entre la dècada de 1160 i la dècada de 1240), que va atreure a centenars de cavallers estrangers de tot Europa per a la 'lonc sejor' (la temporada de tornejos).
Els cavallers arribaven individualment o en grups i romanien en un o altre dels dos assentaments designats com els seus allotjaments. El torneig començava en un camp als afores de l'assentament principal, on es construïen grades per als espectadors. El dia del torneig es formava una banda «dins» de l'assentament principal, i una altra "fora".
S'organitzaven festes pels principals magnats presents en els dos assentaments, i tornejos preliminars (anomenades "vespres" o premieres commençailles) va oferir un aparador cavallers individual per als seus talents. El dia de l'esdeveniment, el torneig va ser oberta per una revisió (regars) en què les dues parts desfilaven i bramaven els seus crits de guerra. Després seguia una nova oportunitat per a fer justes individuals va dur a terme entre els rencs, la segona línia de cavallers. L'oportunitat per a participar en les justes en aquest punt era oferta tradicionalment als nous joves cavallers presents.
En algun moment a mig matí els cavallers feien una fila per a la càrrega (estor). A un senyal, sovint d'una corneta, les línies de cavallers cavalcaven l'una enfront l'altra amb les llances anivellades. Els que quedaven dalt del cavall es giraven ràpidament (recurs que va donar el nom al torneig). Hi ha proves que els escuders estaven presents en aquest moment per oferir als seus amos fins a tres llances de recanvi. El cos a cos tendiria llavors a degenerar en una batalla campal entre partides de cavallers que busquen prendre rescats, i s'estén sobre diversos quilòmetres quadrats entre els dos assentaments que defineixen l'àrea del torneig. La majoria dels tornejos continuaven fins que tots dos bàndols estaven esgotats, o fins que s'esvaïa la llum. Alguns acabaven abans, si presos del pànic i corrien cap al seu campaments a la recerca d'aconseguir darrere de les seves línies i l'abric de la infanteria armada que els protegia. Després del torneig el patró del dia oferia luxosos banquets i entreteniments. Els premis eren oferts al millor cavaller de cada bàndol que es concedien durant els àpats.

## Popularitat i prohibicions

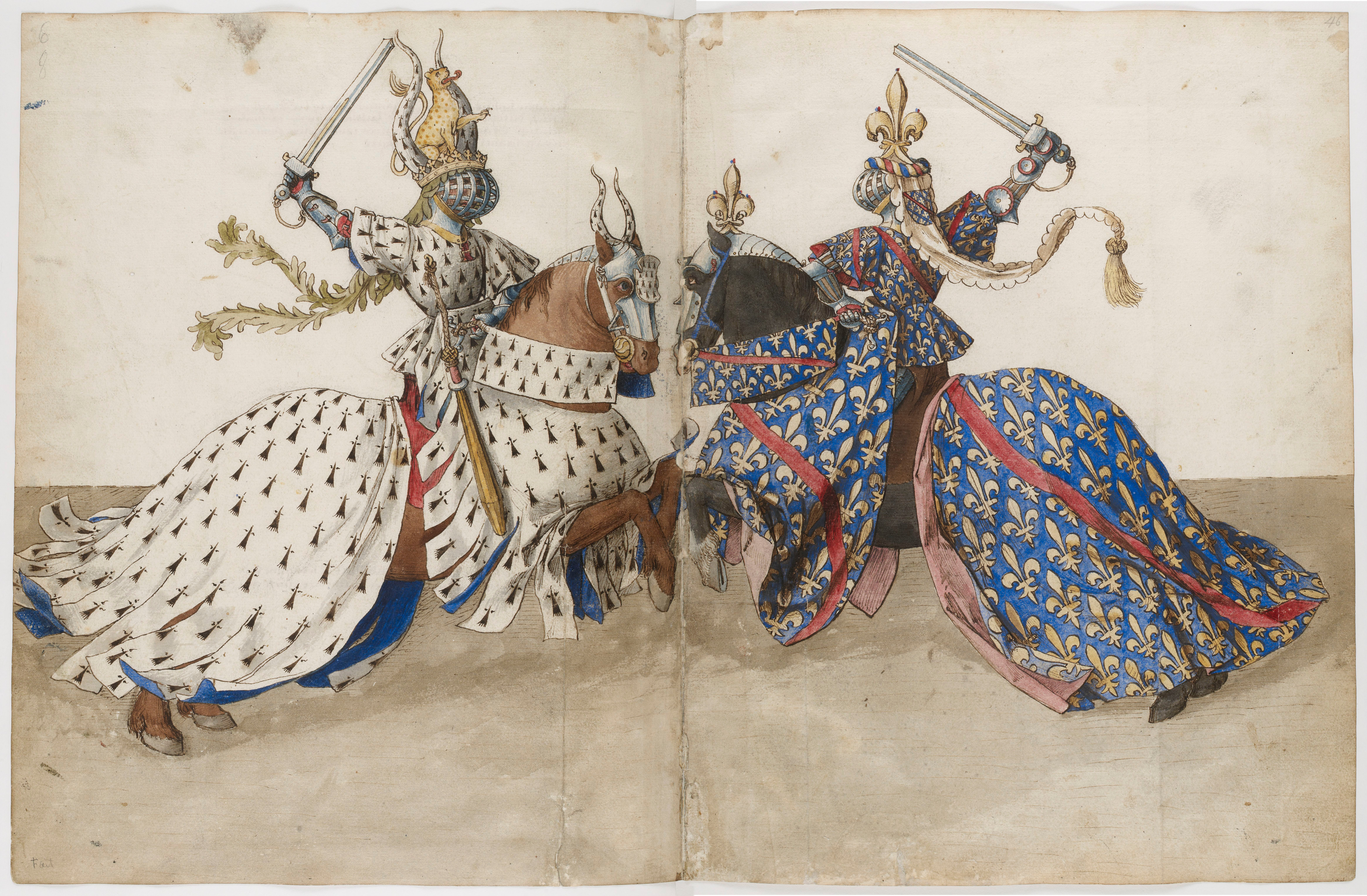
Aquarel·la, probablement de Barthélemy d'Eyck, de King René's Tournament Book

No hi ha dubte de la gran popularitat del torneig ja en les fonts permeten albirar la mateixa. Els grans tornejos del nord de França va atreure a centenars de cavallers d'Alemanya, Anglaterra, Escòcia, Occitània i Hispània. Hi ha proves que va assistir a 3.000 cavallers del torneig a Lagny-sur-Marne en novembre de 1179 promogut per Lluís VII de França en honor de la coronació del seu fill. Els tornejos estatals a Senlis i Compiègne en poder de Felip III de França el 1279 es calcula que han estat els esdeveniments més grans.
L'entusiasme aristocràtic per al torneig significà que havia viatjat fora del seu cor del nord de França abans dels anys 1120. La primera evidència que a Anglaterra i Renània es troba en els anys 1120. Les referències a la biografia del mariscal indiquen que en els tornejos de 1160 es trobaven detinguts al centre de França i Gran Bretanya. Les obres contemporànies de Bertran de Born parlen d'un món del torneig que també abraçà el nord d'Ibèria, Escòcia i el Sacre Imperi. La crònica de Lauterberg indica que el 1175 aquest entusiasme havia arribat a les fronteres del Regne de Polònia.
Malgrat aquest enorme interès i àmplia distribució, l'autoritat reial i eclesiàstica intentà prohibir l'esdeveniment. En 1130 el Papa Innocenci II al concili de Clermont l'església va denunciar el torneig i va prohibir la sepultura cristiana als morts en elles. La usual justificació eclesiàstica per prohibir era que distreia a l'aristocràcia de la guerra més acceptable en defensa del cristianisme. No obstant això, la raó de la prohibició imposada sobre ells a Anglaterra per Enric II va haver d'haver estat en la seva persistent amenaça a l'ordre públic. Els cavallers que assistien a tornejos eren acusats de robatori i violència contra els desarmats. Enric II estava disposat a restablir l'ordre públic a Anglaterra després de la interrupció del regnat del rei Esteve d'Anglaterra (1135-1154). No prohibí els tornejos en els seus dominis continentals, i de fet tres dels seus fills van ser àvids practicants d'aquest passatemps.

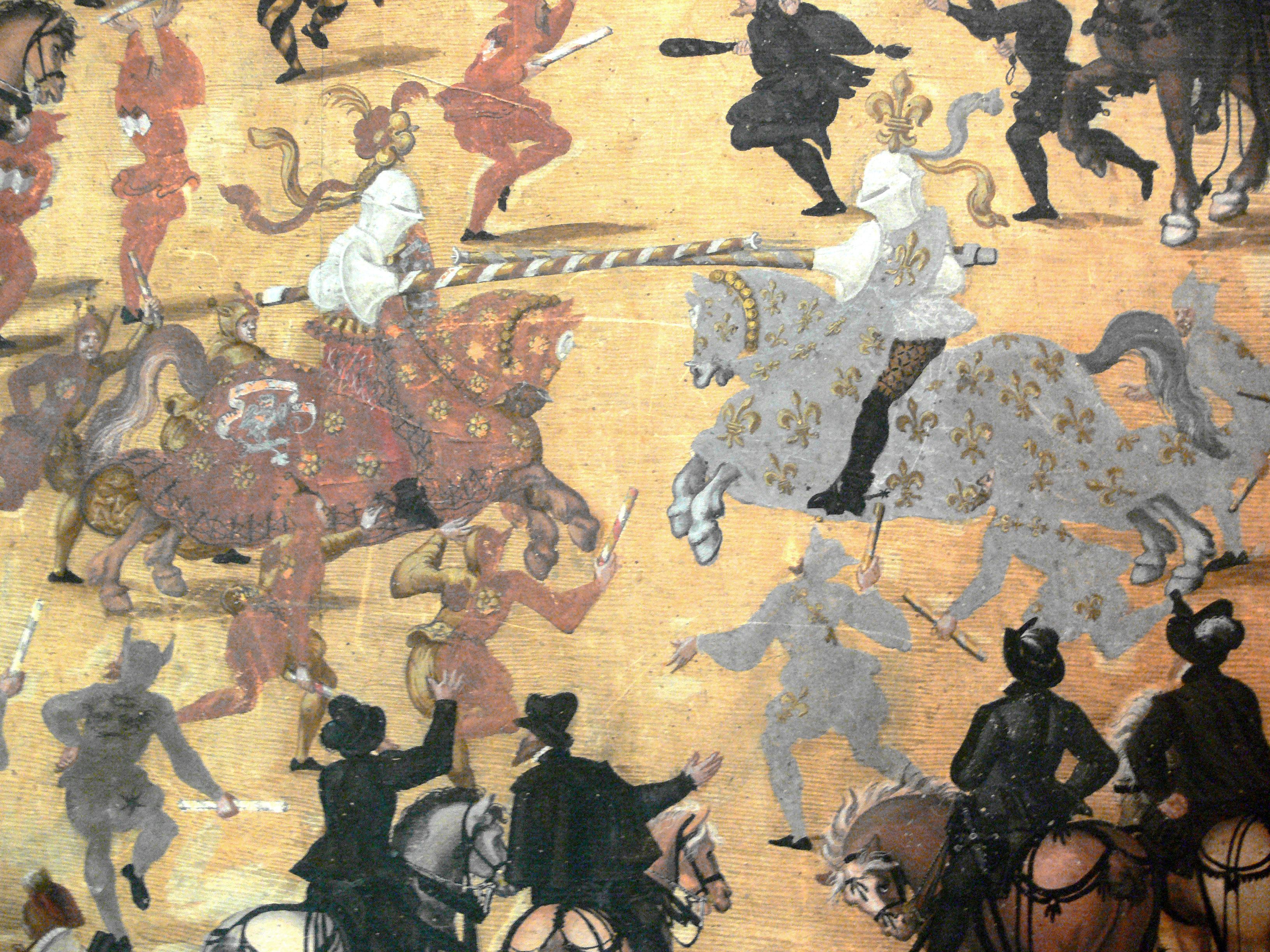
Torneig segons Jost Amman, 1561

Els tornejos estaven permesos a Anglaterra un cop més després de 1192, quan Ricard Cor de Lleó identificà sis llocs on serien permeses i va donar un barem de quotes pel qual els patrons podien pagar per una llicència. No obstant això, tant el rei Joan d'Anglaterra i el seu fill, Enric III, introduí prohibicions capritxoses que molestaren molt a l'aristocràcia i erosionà la popularitat dels esdeveniments. A França Lluís IX de França prohibí els tornejos dins dels seus dominis en 1260, i els seus successors, majoritàriament, van mantenir el ban.

## Bohorts, tirocinia i festivitats urbanes

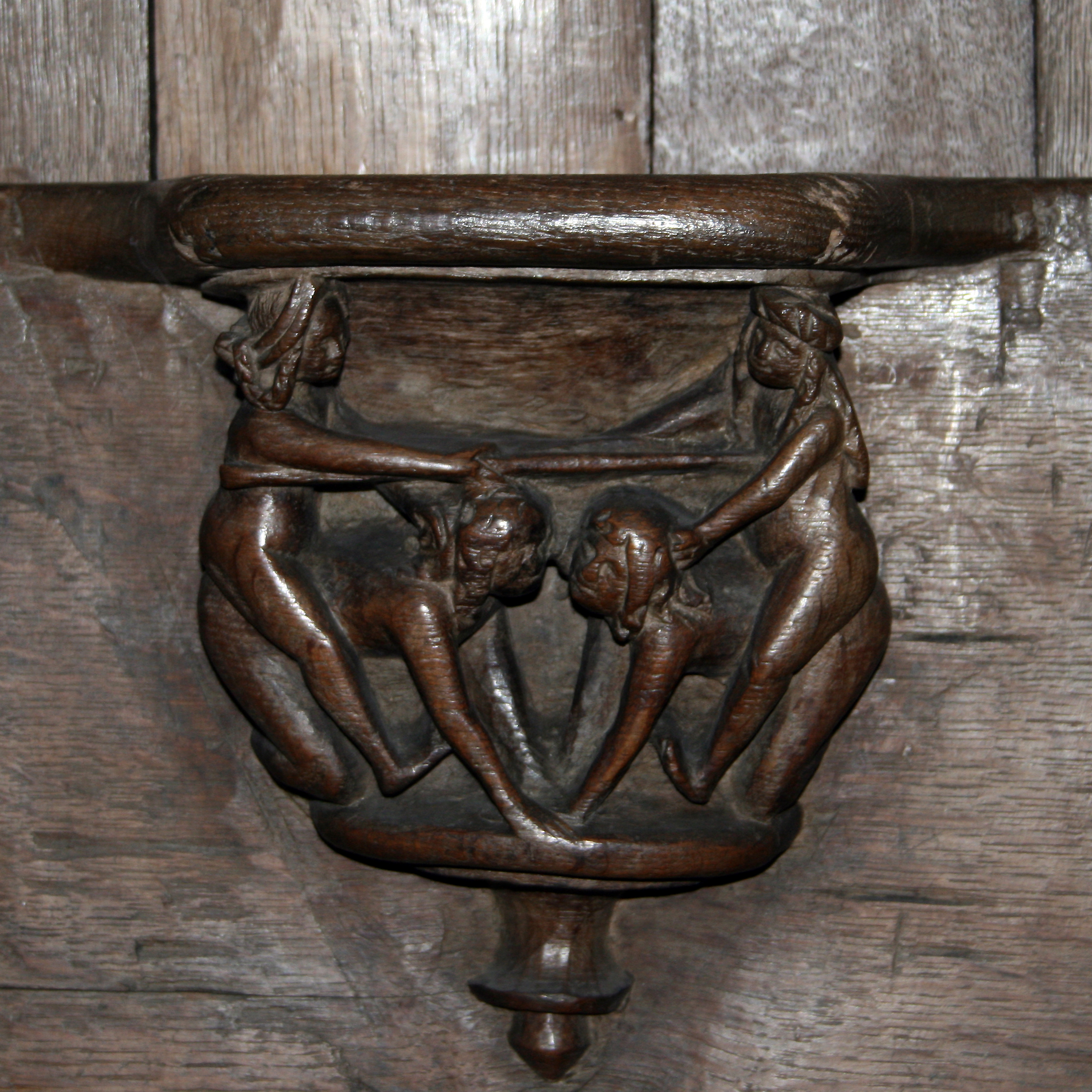
Torneig entre dues dames

Hi havia un grup de successos que s'assemblaven al torneig en el seu moment, i que sovint es confonen amb ella. El més comú era el bohort (buhurdicium). Aquest era un joc de torneig, que podia dur-se a terme de manera informal en diverses d'ocasions. Els bohorts podien celebrar-se entre cavallers errants, o entre partides d'escuders, o dins d'un exèrcit acampat. També podien formar part de les festivitats de la cort. La seva característica principal era l'ús limitat d'armes i armadures i l'èmfasi en l'equitació.
El tirocinium és esmentat per primera vegada per Otto de Freising, referint-se a un esdeveniment en Würzburg en 1127. Aquesta i altres referències indiquen que es tractava d'un torneig dut a terme exclusivament per joves recentment nomenats cavallers (tirones). El nou cavaller solia ser una víctima fàcil per als col·legues de més edat i amb més experiència. El tirocinium els permetia adquirir experiència amb menys perill. Els tirocinia es feien sovint després del nomenament com a cavallers de joves reis i prínceps, que generalment eren nomenats en companyia de desenes o vintenes d'altres aspirants.
Una nova addició al grup dels esdeveniments relacionats era el torneig urbà, dissenyat per als joves i els joves de les famílies patrícies riques. Aquests eren facsímils de l'esdeveniment aristocràtic en lloc de bohorts simples. El més famós d'ells eren els tornejos celebrats als carrers del mercat de les grans ciutats flamenques, sobretot en la festa religiosa de l'Epinette, que s'esmenta en Lilla ja en 1283. No eren exclusivament urbanes, i atreien cavallers països veïns, però la seva ubicació i el clientelisme els distingeix dels esdeveniments paral·lels aristocràtics. Aquesta forma de torneig de melé sobrevisqué més temps.

## Justes i tornejos
La justa formava part de l'esdeveniment del torneig des d'un bon començament. La justa era un preludi durant la vigília del gran dia, i era també un requisit previ. Al segle xii a vegades es prohibiren les justes en els tornejos. Les raons donades són que distreien els cavallers de l'esdeveniment principal, i permetia una forma de fer trampa. Comte Felip de Flandes va fer una pràctica en la dècada de 1160 de pujar armat amb el seu seguici a les justes preliminars, i després es negà a unir-se a la melé, ja que els cavallers estaven esgotats.
Però la justa tingué el seu propi lloc a principis del segle xiii, i en la dècada de 1220 va començar a tenir els seus propis esdeveniments exclusius fora del torneig. El biògraf de William Marshal c.1224 observa que, en els seus nobles estaven més interessats en les justes que en els tornejos. En 1223 hi ha el primer esment d'un esdeveniment exclusivament de justa, la "taula rodona", celebrada a Xipre per Joan d'Ibelin, senyor de Beirut. Les taules rodones eren un entusiasme del segle xii i es pot reconstruir haver estat una prova eliminatòria dins de les justes. Hi participaven cavallers i escuders per igual. Altres formes de justes també sorgiren durant aquell segle, i pel segle xiv la justa estava a punt d'ocupar la vacant causada pel declivi del torneig com a diversió aristocràtica.

## Equipament

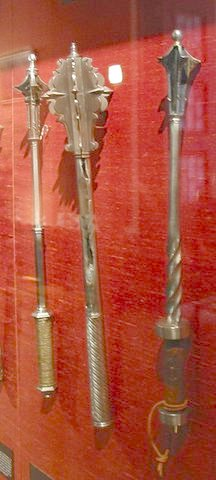
Assortiment de maces

És un tema controvertit fins a quin punt les armes i armadures especialitzades es van utilitzar en els tornejos de melé. Una altra qüestió que es podria plantejar és fins a quin punt l'equip militar dels cavallers i els seus cavalls en els segles xii i xiii eren dissenyades per satisfer la protecció dels perills dels tornejos, diferents dels de la guerra. No obstant això, és clar a partir de les fonts que les armes utilitzades en tornejos van ser inicialment els mateixos que els utilitzats en la guerra. No és de cap manera cert que les espases estaven reblades durant el torneig. Això ha d'haver canviat a mitjans del segle xii, almenys en les justes. El 1252 les justes a Walden, les llances utilitzades tenien 'sokets', puntes en forma d'anell en lloc de punxegudes. El Statute of Arms d'Eduard I d'Anglaterra de 1292, diu que s'han d'utilitzar ganivets i espases romes en els tornejos, que més aviat suggereix que el seu ús no havia estat general fins llavors.

## Tornejos com a forma d'art
Mitjançant l'ús de disfresses, dramatúrgia i simbolisme, els tornejos es va convertir en una forma d'art, que va elevar considerablement les despeses d'aquests esdeveniments. Eduard III d'Anglaterra celebrà periòdicament tornejos, en què la gent sovint disfressada, de vegades com els Cavallers de la Taula Rodona.
En 1331 els participants d'un torneig vestiren mantells verds decorats amb fletxes daurades. El mateix any es va celebrar un torneig a Cheapside, en la qual el rei i els altres participants vestiren com tàrtars i portaren les dames que vestien dels colors de Sant Jordi, en una processó a l'inici de l'esdeveniment.
El seu net, Ricard II d'Anglaterra, primer distribuí lliurees amb la insígnia de la White Hart en un torneig a Smithfield.
En 1511, a la cort d'Enric VIII d'Anglaterra, un torneig es va celebrar en honor de Caterina d'Aragó. Charles Brandon va sortir d'una torre que fou traslladada al camp de batalla, vestit com un pelegrí. Només es va treure la roba del seu pelegrinatge després que la reina li donà el permís per participar.

## Declivi
La decadència del veritable torneig no va ser un procés lineal, encara que la paraula es va seguir utilitzant per a denominar les justes fins al segle xvi. Els tornejos continuaren sent considerats com la millor prova d'un guerrer en la societat del segle xiv, una idea reforçada pel lloc destacat que ocupa tornejos en la literatura popular novel·la artúrica. El torneig va tenir un ressorgiment de popularitat a Anglaterra en el regnat del rei croat marcial Eduard I (1272-1307) i sota el seu net, Eduard III (1327-1377), tanmateix el torneig acabà en el regnat d'aquest últim. Eduard III va encoratjar l'avanç cap a la pompa i el predomini de les justes en els seus esdeveniments patrocinats. En l'últim torneig veritable ocorregut a Anglaterra el 1342 a Dunstable, la melé es posposà tant de temps per les justes que el sol es ponia en el moment de la càrrega. El torneig sobrevisqué més temps a França i Borgonya. L'últim torneig conegut, se celebrà a Bruges el 1379. Aquell mateix any els ciutadans de Gant es van amotinar quan el comte de Flandes anuncià un torneig que se celebrarà a la seva ciutat. La causa del seu descontentament era la despesa associada per a ells.